# Mario Simeoli
Mario Simeoli (Napoli, 3 marzo 1957) è un ex cestista italiano.
Di ruolo centro, ha militato nella Juvecaserta, nella Viola e nella Libertas Livorno.